# Toghril
 (août 2024).
Si vous disposez d'ouvrages ou d'articles de référence ou si vous connaissez des sites web de qualité traitant du thème abordé ici, merci de compléter l'article en donnant les références utiles à sa vérifiabilité et en les liant à la section « Notes et références ».
Toghril (Mongol cyrillique : Тоорил хан, translittération : Tooril Khan), aussi connu sous le nom de Ong Khan ou Wang Khan (~1130-1203), était le Khan des Kéraït, en Mongolie, vers la fin des années 1100. Son père était Qourdjaqouz Khan (« Roi syriaque »). Il connut Yesügei-ba'atour dont il était l'anda (frère de sang), et son fils Témüdjin qui devint par la suite Gengis Khan. Les Kéraït étaient en grande majorité des chrétiens nestoriens et il est probable qu'il le fut lui aussi. Toghril reçu le titre de Ong Khan des Mandchous. Il joua un rôle important dans l'ascension fulgurante de Gengis Khan qui unifia les mongoles par la suite.

## Biographie

### Avant la mort de Yesügei
Toghril eut une jeunesse très difficile. Les Merkit l'ont capturé durant son enfance et il fut réduit à l'esclavage. Il est possible qu'il ait quitté les Merkit après avoir été libéré grâce à une rançon ou qu'il se soit tout simplement échappé. Cependant, selon L'Histoire Secrète, il fut à nouveau enlevé vers l'âge de treize ans par les Tatar qui prirent également sa propre mère. Lorsque Toghril revint chez les Kéraït plus tard. Son père, Qourdjaqouz, mourut. Toghril prit sa place et commanda les Kéraït vers les années 1165. Il en profita pour tuer ses trois frères. Erké-qara s'échappa et fuit chez les Naïmans qui étaient le royaume voisin des Kéraït. Les deux autres frères, Bouqa Témur et Tai-Témur Taïchi furent exécutés. Cependant, le succès de Toghril fut bref car son oncle, Gourkhan, le renversa. Toghril fuit avec sa fille et une poignée de fidèles. Il tenta d'obtenir l'aide des Merkit pour renverser à son tour Gourkhan mais leur roi, Toqto'a, refusa malgré le fait que Toghril lui offrit sa fille car les Kéraït étaient très nombreux. Toghril alla donc voir le père de Témüdjin, Yesügei. Il choisit d'aider Toghril car il avait auparavant livré une bataille aux côtés des Kéraït contre les Tatar. Les Kéraït furent surpris lorsque Yesügei attaqua sans qu'ils n'aient le temps de se préparer. Malgré le fait que les Kéraït étaient beaucoup plus nombreux, leurs forces étaient dispersées un peu partout dans la Mongolie centrale. Toghril reprit le commandement des Kéraït et Gourkhan s'enfuit.

### Aide à Témüdjin
Toghril fut, tout comme Djamuqa et Témüdjin, frère par serment avec Yesügei. Lorsque Yesügei fut assassiné par empoisonnement alors que ce dernier visitait des Tatar et qu'il apprit plus tard par Belgutei et Qasar que la jeune femme de Témüdjin, Börté, avait été enlevée par les Merkit, il lui vint en aide. C'était une bonne manière de se venger des Merkit dont il avait été l'esclave et les Merkit étaient aussi moins nombreux que les Kéraït. La victoire lui sembla probablement assurée. Il demanda tout de même l'assistance de Djamuqa qui lui vint en aide. Avant que la coalition guidée par Toghril, son frère Jakha Gambhu, Djamuqa et Témüdjin ne puisse arriver là où ils voulaient attaquer les Merkit. Parmi eux, deux aristocrate , Dayir-oussoun et Toqto'a-béki, fuirent le campement, probablement informés par des gens qui avaient vu l'armée se déplacer. La coalition gagna aisément le combat qui suivit et environ 300 Merkit périrent. Les chefs distribuèrent le butin entre eux et donnèrent les femmes merkit aux guerriers. Les enfants devinrent des esclaves. Börté fut retrouvée plus tard dans la soirée. Toghril retourna au campement Kéraït avec ses hommes, fier d'une victoire facile.

#### Combat contre les Tatar
Temüdjin, quelque temps après, reçut le nom de Gengis Khan. Il avait l'intention d'attaquer les Tatar qui lui avaient depuis longtemps causé divers problèmes dont le meurtre de son père. Il demanda l'aide de Toghril qui accepta volontiers, encore content de la victoire qu'il avait eu auparavant. Le grand-père de Toghril avait été lui aussi assassiné par les Tatar ce qui lui donnait une raison similaire de les combattre. Il rejoignit Gengis Khan avec quelques milliers de Kéraït. Les Djurki furent également invités, mais déclinèrent l'offre car ils étaient quelque peu brouillés avec la famille de Gengis. Ils trouvèrent finalement des alliés en Wan-yen Siang, roi de la dynastie Jin de Chine. Les Tatars étaient considérés par les chinois comme étant nuisibles et l'occasion était parfaite pour les exterminer. Lorsque les forces combinées de Toghril et Gengis Khan attaquèrent les Tatars, ils furent pris dans un étau puisque les guerriers chinois qui se trouvaient derrière encerclèrent facilement le peuple ennemis. Les hommes furent massacrés, les femmes données aux guerriers les plus valeureux et les enfants étaient adoptés ou devenaient serviteurs et esclaves. Quelques milliers de Tatar qui avaient résisté puis qui s'étaient échappés se retranchèrent. Le général des chinois donna le titre de roi à Toghril. Ce dernier, ainsi que Gengis Khan, revinrent à leurs campements d'origine avec en leur possession encore plus de butin.

### Les années de misère de Toghril
Cela se passa vers les alentours de 1194. Lorsqu'il arriva chez lui, Toghril fut renversé par son frère Erké-qara qu'il n'avait pu assassiner et qui était revenu avec les Naïman. De nombreux Kéraït qui étaient insatisfaits du commandement de Toghril ont probablement aussi contribué à chasser Toghril. Il fuit sans même aller demander de l'aide de Gengis Khan. Les raisons sont inconnues. Il est possible qu'il fut poursuivi par ses ennemis ou qu'il fut tout simplement trop orgueilleux puisqu'il avait demandé l'aide de Yésugaï dans des circonstances semblables. Il finit par aboutir sur les terres des Ouigour puis se rendit chez le roi des Qara-Khitaï après avoir parcouru environ 2 500 kilomètres. Il ne resta pas très longtemps à cet endroit. C'est après avoir quitté les Qara-Khitaï qu'il décida finalement de rejoindre Gengis Khan. Selon les écrits de Rashid Al-Din, il aurait atteint le campement de Gengis Khan en 1196. Cette course fut probablement très pénible car il avait traversé de nombreuses montagnes et déserts. Il avait, dans les derniers instants de son trajet, piqué son chameau jour après jour pour y boire du sang car la nourriture se faisait de plus en plus rare. Il avait perdu beaucoup de bétail et de fidèles. Près de deux années d'enfer se terminaient enfin pour Toghril.

#### Avec Gengis Khan
Toghril n'avait jamais vraiment aidé Gengis Khan quand lui-même avait vécu ses propres années de misère jusqu'à ce que Börté fut enlevée. Gengis Khan le logea pourtant avec la plus grande attention. Toghril devint son invité durant environ deux ans. Toghril était sans le sou, c'est pourquoi Gengis Khan entreprit d'attaquer les Merkit pour une seconde fois et donna une grande partie de butin à Toghril qui en donna à différents chefs Kéraït pour se consolider des alliés auprès de sa tribu d'origine. Gengis Khan aurait alors attaqué une tribu Kéraït, les Tumèn-Tubégän, et une grande partie des survivants devinrent au service de Toghril. Les Kéraït revinrent en totalité à Toghril vers 1198. Les Naïman restèrent neutres et n'offrirent aucune aide à Erké-qara car le peuple Naïman était alors divisé entre deux rois. Gutchugundun Bouyirouq prit la partie sud et Taï Bouga la partie nord des terres Naïman. Erké-qara fuit pour la seconde fois. Pour récompenser les Kéraït qui lui étaient restés fidèles, Toghril leur ordonna de piller les faibles Merkit pour la troisième fois. D'importants Merkit dont deux fils de Toqto'a-béki furent capturés alors qu'un autre fut assassiné. Toghril ne donna aucun butin à Gengis Khan qui fut très patient et généreux. Le frère de Toghril, Jakha Gambhu trouva en Gengis Khan un très bon ami et tous deux devinrent frères de sang par serment.

### De 1199 à 1203
Ces années furent propices à de nombreux bouleversements en Mongolie et furent également les dernières de la vie de Toghril.

#### 1199
Vers 1199, Toghril voulait en finir une bonne fois pour toutes avec les Naïman et la dispute entre les deux rois de ce peuple était une chance inespérée pour attaquer. S'il attaquait l'un des frères, il était presque certain que l'autre ne ferait rien et il pourrait les détruire l'un après l'autre sans avoir à affronter les deux peuples ensemble qui auraient pu former une alliance redoutable. Il réussit à réunir Gengis Khan et Djamuqa, khan des Djadjirat et les força à redevenir alliés car ils étaient jusqu'alors devenus ennemis. Ils le firent, mais avec une méfiance l'un envers l'autre. Lorsque les forces de Toghril, Djamuqa et Gengis Khan se réunirent pour combattre celles de Gutchugudun, ils réalisèrent bien vite que les Naïman possédaient un atout; leurs terres étaient propices à une longue poursuite. En effet, Toghril eut bien du mal à pourchasser ses ennemis car ils avaient beaucoup de terrain pour s'échapper. Après une randonnée de quelques centaines de kilomètres, Toghril se rendit à l'évidence qu'il ne pourrait jamais les rattraper et revint sur ses pas. Cependant, un général Naïman du nom de Köksé'u-sabraq qui était non loin se mit à poursuivre Toghril à son tour. Durant la nuit, les camps Naïman et Kéraït étaient face à face et Toghril, sous les conseils de Djamuqa, quitta Gengis Khan pour fuir. Il avait préalablement placé des feux de camp pour faire croire à l'ennemi (mais aussi à Gengis Khan) qu'ils restaient à cet endroit pour la nuit. Le lendemain, Gengis Khan se rendit vite compte de la ruse et fuit en contournant les Naïman qui décidèrent de poursuivre Toghril. Ils le rejoignirent et attaquèrent son arrière-garde qui était composée de Jakha Gambhu et Ilqa, le fils de Toghril. Ils eurent beaucoup de mal à combattre l'ennemi car ils étaient probablement encore très fatigués de la poursuite. Toghril envoya des messagers à cheval à Gengis Khan pour qu'il lui vienne en aide. Il envoya ses fidèles Bo'ortchou, Muqali, Boroqoul et Tchila'oun avec quelques centaines d'hommes. Durant la bataille, les deux prisonniers Merkit, fils de Toqto'a-béki, s'enfuirent pour rejoindre leur père. Le cheval d'Ilqa saignait beaucoup. C'est à ce moment que les hommes de Gengis Khan arrivèrent et écrasèrent les Naïman qui ne s'y attendaient pas du tout. Les Kéraït avaient échappé à un massacre potentiel. Toghril remercia Gengis Khan et lui promit qu'il n'allait jamais oublier ce qu'il avait fait pour lui durant cette bataille.

#### 1200
En 1200, Toghril prêta main-forte à Gengis Khan alors que ce dernier fut attaqué par une alliance formée des Tayitchi'out, commandés par Targhoutaï Kiriltouq, un vieil ennemi de Gengis, et des Merkit dirigés par Toqto'a-béki qui avait retrouvé ses fils. Cela se passa sur les bords de l'Onon. Les forces combinées des Kéraït et des mongols de Genghis Khan furent gagnantes de cet affrontement. Cependant, les Tayitchi'out n'en avaient pas fini. Ils trouvèrent plusieurs alliés et devinrent deux fois plus nombreux que les fidèles de Gengis Khan. Toghril vint encore une fois en aide à son allié près de l'Onon. Selon Rashîd Al-Din, durant ces moments, Toghril se rendit compte que Jakha Gambhu et d'autres chefs Kéraït conspiraient pour provoquer sa chute. Jakha Gambhu et ses alliés fuirent chez les Naïman du nord qui étaient restés totalement neutres lorsque les Naïman du sud avaient été attaqués. Selon l'Histoire Secrète, cet incident n'arrive que plus tard.

#### 1201 et 1202
En 1201, Djamuqa avait recommencé les hostilités envers Gengis Khan. Une coalition impressionnante formée des ulus (peuples-état) Djadjirat, Tayitchi'out, Ikiräs, Qorolas, Saldji'out, Dörbat, Suldus, Qatagin, Bésut, Merkit, Oïrat et finalement des Tatar s'opposera à Genghis Khan en nommant Djamuqa " Khan Universel " (Gur Khan). Toghril décide de se joindre à nouveau à Gengis. Comme il est mentionné dans le paragraphe précédent, l'Histoire Secrète replace la trahison de Jakha Gambhu à plus tard. Dans ce livre, il est dit que Djamqagambou fut aux côtés de Toghril dans la bataille qui suit. Toghril et Gengis Khan allèrent dans la vallée appelée la vallée du Kérulèn avec une quinzaine de milliers d'hommes. Lorsqu'ils virent l'ennemi, ils gravirent les monts Khingan car ils étaient en désavantage numérique face à l'ennemi. Les Naïman du sud de Gutchugudun avaient joint les hommes de Djamuqa. Toghril et Gengis Khan livrèrent un combat en défensive qui fut très difficile et périlleux. Une pluie torrentielle rendait les monts glissants et les hommes tombaient du haut des monts pour finir dans des crevasses et des ravins. Après que l'ennemi ait replié ses forces, Toghril quitta pour revenir à la Toula avec ses guerriers. Gengis profita de la fuite de ses ennemis pour en achever plusieurs à cheval. Targhoutaï aurait été blessé à mort à la suite de ce combat.
L'histoire secrète mentionne que cette bataille fut livrée en un seul et même combat alors que plusieurs autres historiens prétendent que deux "batailles de Köyitèn" (contrée-gelée) furent livrées au même endroit dans les monts Khingan, à un an d'intervalle. Ce qui suit serait la deuxième partie de la seule et unique bataille ou la deuxième bataille d'une série de deux, tout dépendant des sources.
Djamuqa avait mal paru durant la première attaque et Gutchugudun prit le commandement des armées. Gengis Khan prit l'initiative de faire un massacre chez les Tatar ce qui réduisit dramatiquement leur démographie. Gengis et Toghril revinrent aux monts Khingan, mais cette fois ci dans la portion sud, et firent face aux hommes nouvellement dirigés par Gutchugudun, parmi eux se trouvaient Merkit, Naïman du sud, Oïrats et les tribus de Djamuqa. Six ulus avaient quitté Djamuqa et il n'en avait plus que quatre. Encore une fois, les pentes abruptes, les arbres et différents obstacles naturels ralentissaient considérablement les ennemis de Toghril et Gengis et le combat se gagna petit à petit.

#### 1203
Toghril devenait très vieux. Il avait plus de 70 ans et n'avait plus les mêmes réflexes que dans sa jeunesse. En 1203, son fils Ilqa prit le commandement des Kéraït. Ilqa était ambitieux. Djamuqa, Altan et Qoutchar le persuadèrent d'éliminer Gengis Khan. Ilqa tenta de l'assassiner, échoua, puis affronta les hordes de Gengis en un combat acharné dans lequel il fut blessé. Toghril était présent et assuma le commandement, mais il était plus ou moins en condition de combattre lui-même étant donné son âge avancé et retira ses hommes du combat. Des Kéraït ont joint les forces de Gengis Khan pendant et après le combat. Après cette bataille des sables de Qalaqaldjit, Gengis reçut l'aide des Qonggirat qui l'avaient affronté durant la première bataille de Kérulèn pour ensuite fuir Djamuqa. Toghril et Ilqa étaient cependant encore plus nombreux. Gengis Khan envoya des ambassadeurs pour demander la paix car il souhait renouer d'amitié avec Toghril. Ilqa, choisissant maintenant pour son père, rejeta la demande. D'autres aristocrates vinrent se joindre à Gengis Khan durant cette année. Il était alors en possession de onze ulus (peuples-état) qui formaient le tiers de toute la population de la Mongolie. Alors que l'ennemi augmentait en nombre, Djamuqa, Qoutchar et Altan conspiraient contre Toghril mais finirent par quitter les Kéraït pour se réfugier chez les Naïman du nord. Les Tayitchi'out, Dörbät, Qatagin et Salji'out les suivirent.

### Mort de Toghril
Un jour propice, Gengis Khan attaqua les Kéraït par surprise. 8 000 cavaliers mongols sous les ordres de Gengis Khan foncèrent sur l'ennemi. Quelques Kéraït abandonnèrent presque immédiatement alors que d'autres, plus loyaux, firent face aux guerriers mongols durant trois jours mais finirent par se rendre. Toghril, honteux et désemparé, fuit chez les Naïman du nord mais ne fut pas reconnu par ces derniers et fut assassiné. La majorité des Kéraït s'allièrent à Gengis Khan. Gengis Khan devenait alors l'homme le plus puissant de l'Asie centrale. Il ne voulait pas de la vaisselle luxueuse de Toghril et la distribua à ceux qui l'avaient prévenu de l'attaque d'Ilqa aux Sables Brûlants.

## Famille

### Epouses et descendance
De ses épouses il à:
- Hujaul Uzin, (v.1150 - ?), épouse de Toqto'a Beki.
- Ilqa Senggüm, (1154 - v.1207) 
  - Tusaqa, fiancé en 1202 à Qo'ajin Beki, fille de Gengis Khan.
- Ca'ur Beki, fiancé à Djochi en 1202
- Ulku (né vers 1175 - ?); 
  - Doqouz Khatoun, (v.1192 - 16/6/1265), concubine de Tolui puis épouse de Houlagou Khan;
  - Sarija (Georges) (né vers 1225 - ?), émir;
    - Irinjin, (né vers 1260, décédé en 1319)